# Teenage Mutant Ninja Turtles (2012)
Teenage Mutant Ninja Turtles är en amerikansk animerad TV-serie från 2012, baserad på Kevin Eastman och Peter Lairds verk.
Nickelodeon köpte de internationella rättigheterna till Teenage Mutant Ninja Turtles från Miragegruppen och 4Kids Entertainment, Inc. och meddelade att de planerade en ny, CGI-animerad, TV-serie som består av minst 26 halvtimmesavsnitt .
En teaser för serien gjordes tillgänglig.

## Handling

### Säsong 1
Ninjutsumästaren Hamato Yoshi (Splinter) bär sina fyra husdjurssköldpaddor på Manhattans gator då han stöter på den utomjordiska arten Kraang. Hamato Yoshi och hans sköldpaddor utsätts för Kraangs kemiska mutagen, och Hamato Yoshi förvandlas till en människoråtta medan han sköldpaddor blir mänskliga. Hamato Yoshi flyr ner till avloppen där han uppfostrar sköldpaddorna och tränar dem i ninjutsu.
Som tonåringar tar sig sköldpaddorna (Leonardo, Raphael, Donatello och Michelangelo) upp till markytan och får reda på att Kraang använder sig av mutagenet för att ta över New York City. De slår följe med tonårsflickan April O'Neil sedan hon och hennes far, psykologen Kirby, förts bort av Kraang. Donatello, som faller för April, radar henne medan Kirby förblir fånge hos Kraang. April slår följe med sköldpaddorna, och Splinter tränar henne till att bli en kunoichi, en kvinnlig ninja.
Efter att ha fått reda på att Splinter och sköldpaddorna håller till i New York City, beger sig Splinters adoptivbror och fiende Oroku Saki (Shredder) dit för och skickar sin klan, Foten för att spåra Splinter och hans sköldpaddor. Under striden muteras två av Shredders underhuggare, kampsportsstjärnan Chris Bradford och brasilianske gatubrottslingen Xever Montes, till Dogpound (senare Rahzar) och Fishface. Genom sin adoptivdotter lär sig Karai lär sig Shredder om Kraangs närvaro i staden, och Shredder allierar sig med dem för att förinta Hamato Yoshi och hans sköldpaddor.
Sköldpaddorna får reda på att Kraang kom till Jorden från Dimension X, och förlagt sitt högkvarter till ett företag vid namn TCRI och planerar att använda mutagenet, samt de Kraang-lika förmågor April föddes med, till att göra Jorden beboelig för sin egen art. Sedan sköldpaddorna räddat Kirby, anfaller Kraang New York City, men sköldpaddorna och April går segrande ur striden då de skickar Teknodromen störtandes ner i havet. Medan Splinter strider mot Shredder, får han reda på att Karai är hans dotter Hamato Miwa som kidnappades av Shredder och nu tror att Splinter dödade hans mor. Sköldpaddorna firar sin seger, medan Splinter döljer Miwas hemlighet för dem.

### Säsong 2
Sköldpaddorna kämpar med att stoppa den våg av mutationer som sprider sig genom det mtuagen som lämnats kvar efter Kraangs invasion. Kirby muteras återigen, och efter en missupfattning skäms April för sköldpaddorna, och säger upp vänskapen. Sköldpaddorna blir dock förlåtna då de räddar henne för Karai, som tillfälligt tagit över Fotklanen medan Shredder rest till Japan. När April återvänt stoppar hennes vän Casey Jones ett anfall mot sköldpaddornas gömställe. Kirby muteras tillbaka till sin mänskliga skepnad då Donatello lyckas blanda Kraangkemikalien retromutagen, som återställer levande varelsers mutationer. Han undanhåller antimutagenet från tidigare TCRI-uppfinnaren Baxter Stockman, som muteras till en fluga.
Samtidigt återvänder Shredder från Japan med muterade prisjägaren Tiger Claw. Tiger Claw skickas senare genom en port till samma universum som 1987 års Turtlesserie utspelar sig i, men återvänder.
Under en strid med sköldpaddorna får Karai genom Leonardo reda på sin bakgrund, men har svårt att acceptera det. När hon tas sköldpaddornas gömställe inser hon sanningen, men tillfångatas snart av Shredder. Sköldpaddorna fritar henne, men Shredder tar åter henne till fånga och använder henne som lockbete för att göra sig av med Splinter och hans sköldpaddor. Karai muteras snart till en orm.
Shredder och Fotklanen hjälper Kraang, som just lyckats stabilisera sitt instabila mutagen, att återigen anfalla New York City. Sköldpaddornas gömställe anfalls, och sköldpaddorna tvingas över sitt tidigare hem. Kraang börjar mutera stadens invånare, inklusive Kirby, trots motståndet från sköldpaddorna och Jordens arméer. Leonardo skadas svårt under en attack från Fotklanen, och Splinter försvinner under striden mot Shredder. Sköldpaddorna, April och Casey Jones flyr medan Kraang erövrar staden.

### Säsong 3
Sköldpaddorna, April och Casey Jones söker skydd i familjen O'Neils sommarhem i Northampton, Massachusetts, för att återhämta sig. Det tar lång tid för Leonardo att återhämta sig, men Splinter uppenbarar sig för honom, De återvänder slutligen till New York City för att leta efter Splinter, Karai, Kirby, och andra vänner som saknas, samt befria staden från Kraang. Efter att de lyckats hitta Splinter och använda övergivna Antonio's Pizza som tillfälligt hem, börjar Donatello arbeta med prover från retromutagenet medan sökandet efter Kirby och Karai fortsätter.
Samtidigt muterar Shredder ryske vapenhandlaren Ivan Steranko och mästertjuven Anton Zeck, till Bebop och Rocksteady efter att de stulit hans hjälm "Kuro Kabuto". Bebop och Rocksteady hittar Karai, och Shredder lovar att återställa hennes mutation. Sköldpaddorna stöter snart på mutantgruppen Mutanimals (som består av Slash, Leatherhead, Pigeon Pete och brittiska tidigare neurokemisten Dr. Tyler Rockwell) vilka får hjälp av människan Jack J. Kurtzman. Tillsammans skickar de tillbaka Kraang till Dimension X och radar New York City, men effekten av invasion består sedan Shredder behåller kontrollen över stadens under värld, medan han försöker skapa ett hjärntvättande medel tänkt för sköldpaddorna, Mutanimals och Karai.
Genom tids-trollpackan Renet färdas sköldpaddorna genom tiden, och stöter på Hamato Yoshi och Oroku Saki när de var yngre, samt Hamato Yoshis senare fru och Karais mor, Teng Shen. Under striden mellan Hamato Yoshi och Oroku Saki Hamato-klanens dojo, där en brand utbrytet, dödas Tang Shen av misstag av Oroku Saki. Oroku Saki lämnar dojon, medan hans hår skadas av lågorna. Oroku Saki kidnappar Hamato Yoshis och Tang Shens nyfödda dotter Miwa, som han uppfostrar som Karai medan han lämnar Hamato Yoshi att dö. Då han flytt räddar sköldpaddorna Hamato Yoshi, innan de reser tillbaka till nutiden.
När Kraang återvänt till Jorden, får sköldpaddorna reda på att de hare n annan fiende, trcieratonerna. Shredder avbryter den tillfälliga freden mellan Fotklanen och sköldpaddorna, genom att sticka ner Splinter, samtidigt som trcieratonerna aktiverar sin svarta håls-generator som tillintetgör inte bara Kraang, utan hela Jorden och alla som finns på den. Sköldpaddorna, April och Casey Jones räddas dock av en vänlig robot by vid namn Professor Honeycutt (Fugitoid) som använder en rymdfarkost för att föra sköldpaddorna, April och Casey Jones ut i yttre rymden.

### Säsong 4
Sedan sköldpaddorna, April och Casey Jones räddats från Jordens undergång, använder Fugitoid sin rymdfarkost Ulixes för att färdas sex månader tillbaka i tiden, för att möjliggöra det för dem att förhindra tricteratonerna från att återigen förinta Jorden. Förutom tricteratonerna stöter sköldpaddorna på nya fiender, som Lord Vringath Dregg på planeten Sectoid och prisjägaren Armaggon. De stöter även på sig själva från en parallell verklighet och deras antagonist Krang. Trots sköldpaddornas försök lyckas triceratonerna slutligen samla alla delar av svartahålsgeneratorn medan sköldpaddorna återvänder till Jorden och förhindrar Shredder från att döda Shredder samt stoppa triceratonerna från att återigen förinta Jorden. Fugitoid förintar svartahålsgeneratorn och spränger sönder triceratonernas rymdflotta. Sköldpaddorna, April och Casey Jones från sex månader tidigare lämnar sedan Jorden tillsammans med den tidens Fugitoid i hans rymdfarkost, medan den framtida Futitoids återaktiveras i omloppsbana runt Jorden.
Flera veckor efter att triceratonernas invasion stoppats och Fotklanen upphört, upphöjs April till kunoichi samtidigt som Shinigami anländer och visar sig vara Karais vän, och planerar att återskapa Hamatoklanen och göra sig av med Shredder, som fortfarande återhämtar sig från sin senaste strid med Splinter. Samtidigt försöker övriga brottssyndikat överta av Fotklanen tidigare kontrollerade territorier. Samtidigt visar sig aeonernas utomjordiska kristall påverka April. Med hjälp av Baxter Stockmans mutagen blir Oroku Saki snart "Super-Shredder", med målet att återigen överta Fotklanen. Som Super-Shredder ger sig Oroku Saki på sköldpaddorna, Mutanimals, Karai och Shinigami. Splinter stupar i striden mot Super-Shredder, och begravs utanför familjen O'Neil sommarhem i Northhampton. Vid den slutliga striden vid Oroku Sakis gömställe skadas Super-Shredder av Leonardo, och stupar.

### Säsong 5
Då Super-Shredder stupat, leder Tiger Claw en sektliknande rörelse ur Fotklanen som letar efter demondrakarnas rulle för att väcka demondraken Kavaxas, samt en speciell amulett som kan kontrollera Kavaxas. Tiger Claw försöker sedan använda sig av Kavaxas för att återuppväcka Shredder, och snart dyker zombie-Shredder upp. Sköldpaddorna lyckas dock till slut besegra zombie-Shredder och Kavaxas.
Efter en serie utmaningar, bland annat en kamp mot Dregg som samarbetar med Neutraliseraren, förflyttas sköldpaddorna till Miyamoto Usagis verklighet där de måste skydda Kintaro från Jei, samt ett äventyr i en möjlig framtid med muterade djur. Sköldpaddorna får också vara med om ett annat äventyr där Savanti Romero återvänt och gått samman med Greve Dracula för att göra Jorden beboelig för diverse monster.
Sköldpaddorna, April, Casey, Karai, Shinigami och Mutanimals slår sig senare samman med sköldpaddorna från en annan verklighet, 1987 års serie samt Bebop och Rocksteady från 2012 års serie då Shredder och Krang från 1987 års serie försöker erövra Jorden i båda verkligheterna. Teknodromen är fulladdad, men deras Bebop och Rocksteady lämnas kvar. Sköldpaddorna strider mot fotsoldater och stenkrigare, och när Bebop och Rocksteady upptäcker Shredders och Krangs lömska planer på att förinta Jorden väljer de två mutanterna i stället att byta sida och bli hjältar för att rädda planeten.

## Half-Shell Heroes: Blast to the Past
Den 22 november 2015 sändes den 2D-animerade produktionen "Half-Shell Heroes: Blast to the Past". Den handlar om när sköldpaddorna genom en incident med en uråldrig meteorit förflyttas bakåt i tiden till Kritaperioden tillsammans med Bebop och Rocksteady samtidigt som en triceratonsk armé, under ledning av general Zera, anlänt till Jordens urtid. Random House utgav även en bok baserad på berättelsen medan Playmates Toys släppte nya leksaker. Programmet sågs av 1,41 miljoner tittare i USA. Den utgavs på DVD av Nickelodeon och Paramount Home Media Distribution den 15 mars 2016.

## Röster
På Nickelodeons möte meddelades att Jason Biggs läser Leonardos röst medan Rob Paulsen, som i 1987 års version läste Raphaels röst, nu läser Donatellos röst. I juni 2011 meddelades att Sean Astin skulle läsa Raphaels röst och Greg Cipes skulle läsa Michelangelos röst. Den 8 augusti 2011 meddelades att Mae Whitman läser April O'Neils röst. I juli 2011 meddelades att Hoon Lee skulle läsa Splinters röst. I oktober 2011 meddelades att Kevin Michael Richardson skulle läsa Shredders röst.
I april 2012 meddelades att Phil LaMarr läser Baxter Stockmans repliker, och att Nolan North spelar Kraang Skådespelerskan Kelly Hu bekräftade i maj 2012 att hon läser Karais röst.

## Produktion
Seriens produktionsteknik blev tillfänglig på den officiella webbplatsen innan den mystiskt försvann. Bilderna visade utformningarna av alla fyra sköldpaddor, Shredder, Splinter, en tonårig April O'Neil och Kraang, en utomjordisk art med element blandade från både Krang och utromerna i tidigare TMNT-berättelser.
Videon visar visa förändringar, nämligen att de två sköldpaddor som bär trubbiga vapen bytt ut dem mot vassare vapen. Donatello använder naginata i stället för bo, medan Michelangelo använder kusarigama i stället för nunchakus. Men i trailern använder båda sköldpaddorna sina ursprungliga vapen.
En trailer för serien visades den 21 juni 2012 i Nickelodeon USA. Den officiella webbplatsen lades dit av Nickelodeon USA samt brittiska och irländska Nickelodeon samma dag.

## Sändningar
Seriens debutdatum i Nickelodeon sattes i USA och i YTV i Kanada till 29 september 2012. I Storbritannien och Irland sattes debutdatum till 1 oktober 2012 i Nickelodeon. Debutdatum i Nickelodeon Australien & Nya Zeeland sattes till 8 oktober 2012. Den debuterade i Nickelodeon Canada den 2 september 2013. I Storbritannien sänds serien även i Channel Five.

## Mottagande
IGN gav serien positive kritik, och flera avsnitt har tilldelats utmärkelsen "Editor's Choice" title. Avsnittet "Invasion" har fått bäst bedömningar, 10/10. Variety lovordade serien och menade att om målet var att introducera sköldpaddorna för en ny generation, hade man slutfört uppdraget.

### Priser och utmärkelser
| Priser och utmärkelser            | Priser och utmärkelser                                                                     | Priser och utmärkelser              | Priser och utmärkelser | Priser och utmärkelser |
| pris                              | kategori                                                                                   | nominerad(e)                        | resultat               |                        |
| --------------------------------- | ------------------------------------------------------------------------------------------ | ----------------------------------- | ---------------------- | ---------------------- |
| Primetime Emmy Awards 2014        | Primetime Emmy Award for Outstanding Animated Program (for Programming Less Than One Hour) | "The Manhattan Project" (avsnitt)   | nominerad              |                        |
| British Academy Children's Awards | internationell                                                                             | Alan Wan, Brandon Auman, Ciro Nieli | nominerad              |                        |

### Fotnoter
1. ↑  Eileen Cruz (4 april 2011). ”WonderCon 2011 - PR: IDW to Publish New Ninja Turtles Series Based on Original Comics”. Toonzone News. Arkiverad från originalet den 8 december 2012. https://web.archive.org/web/20121208213930/http://www.toonzone.net/news/articles/36887/. Läst 5 april 2011.
2. ↑  David McCutcheon (9 mars 2011). ”TMNT Gets a Makeover”. IGN TV. http://tv.ign.com/articles/115/1154603p1.html. Läst 5 april 2011.
3. ↑  Eric Goldman (21 oktober 2009). ”New Ninja Turtles TV Series and Film Coming”. IGN TV. http://tv.ign.com/articles/103/1037171p1.html. Läst 5 april 2011.
4. 1 2  Jeff Labrecque (10 mars 2011). ”First Look: Nickelodeon unveils 'Teenage Mutant Ninja Turtles' -- EXCLUSIVE VIDEO”. Inside TV.ew.com. http://insidetv.ew.com/2011/03/10/teenage-mutant-ninja-turtles-nickelodeon/. Läst 5 april 2011.
5. ↑  http://www.teenagemutantninjaturtles.com/blog/tmnt-annihilation-earth-review/ Teenage Mutant Ninja Turtles.com: TMNT – "Annihilation: Earth!" Review. 22 september 2015. Läst 6 december 2015.
6. ↑  Max Nicholson (29 juli 2015). ”New 2D-animated Teenage Mutant Ninja Turtles TV special announces” (på engelska). IGN. http://www.ign.com/articles/2015/07/29/new-2d-animated-teenage-mutant-ninja-turtles-tv-special-announced. Läst 5 februari 2017.
7. ↑  Rick Porter (24 november 2015). ”Sunday cable ratings: 'Walking Dead' rises with Glenn’s fate revealed, 'Into the Badlands' down in week 2” (på engelska). TV by the Numbers. Arkiverad från originalet den 5 februari 2017. https://web.archive.org/web/20170205182951/http://tvbythenumbers.zap2it.com/daily-ratings/sunday-cable-ratings-nov-22-2015/. Läst 5 februari 2017.
8. ↑  ”Teenage Mutant Ninja Turtles - Half-Shell Heroes: Blast to the Past” (på engelska). TV Shows on DVD. 15 mars 2016. Arkiverad från originalet den 5 februari 2017. https://web.archive.org/web/20170205182118/http://www.tvshowsondvd.com/releases/Teenage-Mutant-Ninja-Turtles-Volume-Release/16166. Läst 5 februari 2017.
9. ↑  Nickelodeon Upfront 2011: TMNT, Robot & Monster, Kung Fu Panda, Korra, and More
10. ↑  ”Sean Astin voicing Raphael in new 'Teenage Mutant Ninja Turtles' -- EXCLUSIVE”. Arkiverad från originalet den 6 oktober 2014. https://web.archive.org/web/20141006124150/http://insidetv.ew.com/2011/06/14/teenage-mutant-ninja-turtles-sean-astin/. Läst 29 januari 2012.
11. ↑  ”Episode 36 Guest: Phil Lamarr”. Rob Paulsen Live. 13 april 2012. Arkiverad från originalet den 17 juli 2012. https://web.archive.org/web/20120717031143/http://robpaulsenlive.com/episode-36-guest-phil-lamarr/. Läst 7 juli 2012.
12. ↑  ”Episode 38 Guest: Nolan North”. Rob Paulsen Live. 27 april 2012. Arkiverad från originalet den 27 september 2012. https://web.archive.org/web/20120927082518/http://robpaulsenlive.com/episode-38-guest-nolan-north/. Läst 7 juli 2012.
13. ↑  ”Twitter / KellyHu: “@JasonRainwater: @Kelly”. Twitter.com. https://twitter.com/kellyhu/status/204979727713308673. Läst 7 juli 2012.
14. ↑  Goellner, Caleb (9 mars 2012). ”Parting Shot: Nickelodeon Shells Out New 'Teenage Mutant Ninja Turtles' Images” (på engelska). Comics Alliance. Arkiverad från originalet den 14 mars 2012. https://web.archive.org/web/20120314134910/http://www.comicsalliance.com/2012/03/09/teenage-mutant-ninja-turtles-nickelodeon-images/. Läst 27 mars 2012.
15. ↑  Stransky, Tanner (21 juni 2012). ”Nickelodeon's 'Teenage Mutant Ninja Turtles' reboot: See the show's trailer here! -- EXCLUSIVE” (på English). Entertainment Weekly. http://insidetv.ew.com/2012/06/21/teenage-mutant-ninja-turtles-nickelodeon-trailer/. Läst 21 juni 2012.
16. ↑  ”Tuning in to TV: Teenage Mutant Ninja Turtles have new series, toys”. The Washington Times. 29 juli 2012. http://www.washingtontimes.com/news/2012/jul/19/tuning-in-to-tv-teenage-mutant-ninja-turtles-have-/. Läst 26 juli 2012.
17. ↑  http://www.denofgeek.com/tv/teenage-mutant-ninja-turtles/22172/new-teenage-mutant-ninja-turtles-theme-song
18. ↑  ”All new Teenage Mutant Ninja Turtles series comes to Nickelodeon in October”. throng.co.nz. Arkiverad från originalet den 23 juni 2013. https://web.archive.org/web/20130623014312/http://www.throng.co.nz/2012/07/all-new-teenage-mutant-ninja-turtles-series-comes-to-nickelodeon-in-october/. Läst 29 september 2012.
19. ↑  ”Teenage Mutant Ninja Turtles (2012): Season 1 - TV” (på engelska). IGN. 18 oktober 2012. http://www.ign.com/tv/teenage-mutant-ninja-turtles-2012/1. Läst 18 december 2015.
20. ↑  Max Nicholson (26 september 2014). ”Teenage Mutant Ninja Turtles: "The Invasion" Review” (på engelska). IGN. http://www.ign.com/articles/2014/09/26/teenage-mutant-ninja-turtles-the-invasion-review. Läst 18 december 2015.
21. ↑  Brian Lowry (26 september 2012). ”Variety Reviews - Teenage Mutant Ninja Turtles - TV Reviews - - Review by Brian Lowry” (på engelska). Variety. http://variety.com/2012/tv/reviews/teenage-mutant-ninja-turtles-1117948429/. Läst 20 oktober 2012.
22. ↑  ”66th Annual Primetime Emmy Award Nominations”. Arkiverad från originalet den 29 juli 2016. https://web.archive.org/web/20160729185624/http://www.emmys.com/sites/default/files/Downloads/66th-nominations-list.pdf. Läst 17 juli 2015.
23. ↑  ”Children's in 2014”. British Academy of Film and Television Arts. 23 november 2014. http://awards.bafta.org/award/2014/childrens. Läst 17 juli 2015.